# Masalia dora
Masalia dora är en fjärilsart som beskrevs av Swinhoe 1891. Masalia dora ingår i släktet Masalia och familjen nattflyn. Inga underarter finns listade i Catalogue of Life.